# لاگوینا
لاگوینا (به پرتغالی: Lagoinha) یک شهرستان در برزیل است که در ایالت سائو پائولو واقع شده‌است. لاگوینا ۲۵۵٫۴۷ کیلومتر مربع مساحت و ۴٬۹۵۴ نفر جمعیت دارد و ۹۱۳ متر بالاتر از سطح دریا واقع شده‌است.